# Принсіпі
При́нсіпі (порт. Principe) — вулканічний острів у Гвінейській затоці, біля західних берегів Африки, частина держави Сан-Томе і Принсіпі. Площа 128 км²; висота до 948 м. Складений головним чином базальтами. Головне місто — Санту-Антоніо.

## Загальні відомості
Площа 136 км². Разом з прилеглими островами (Бомбом, Каросу, Тіньйоза-Гранде, Тіньйоза-Пекена) становить провінцію Принсіпі, а також округ Пагуї. Знаходиться на відстані 160 км від острова Сан-Томе. Розміри 6 на 16 км.
Острів вулканічного походження. Найвища точка пік Принсіпі (948 м). Гори розташовані в південній частині острова. У північній і центральній частинах розташовувалися плантації, на місці яких в даний час відновлюють тропічні ліси. На острові створено національний парк Обо.
Клімат екваторіальний, постійно вологий. Великі річки — Агульяш, Банзая і Папагайо.

## Історія
Острів відкритий португальськими мореплавцями між 1469 і 1472 роками. Заселений в 1500-му році.

## Населення

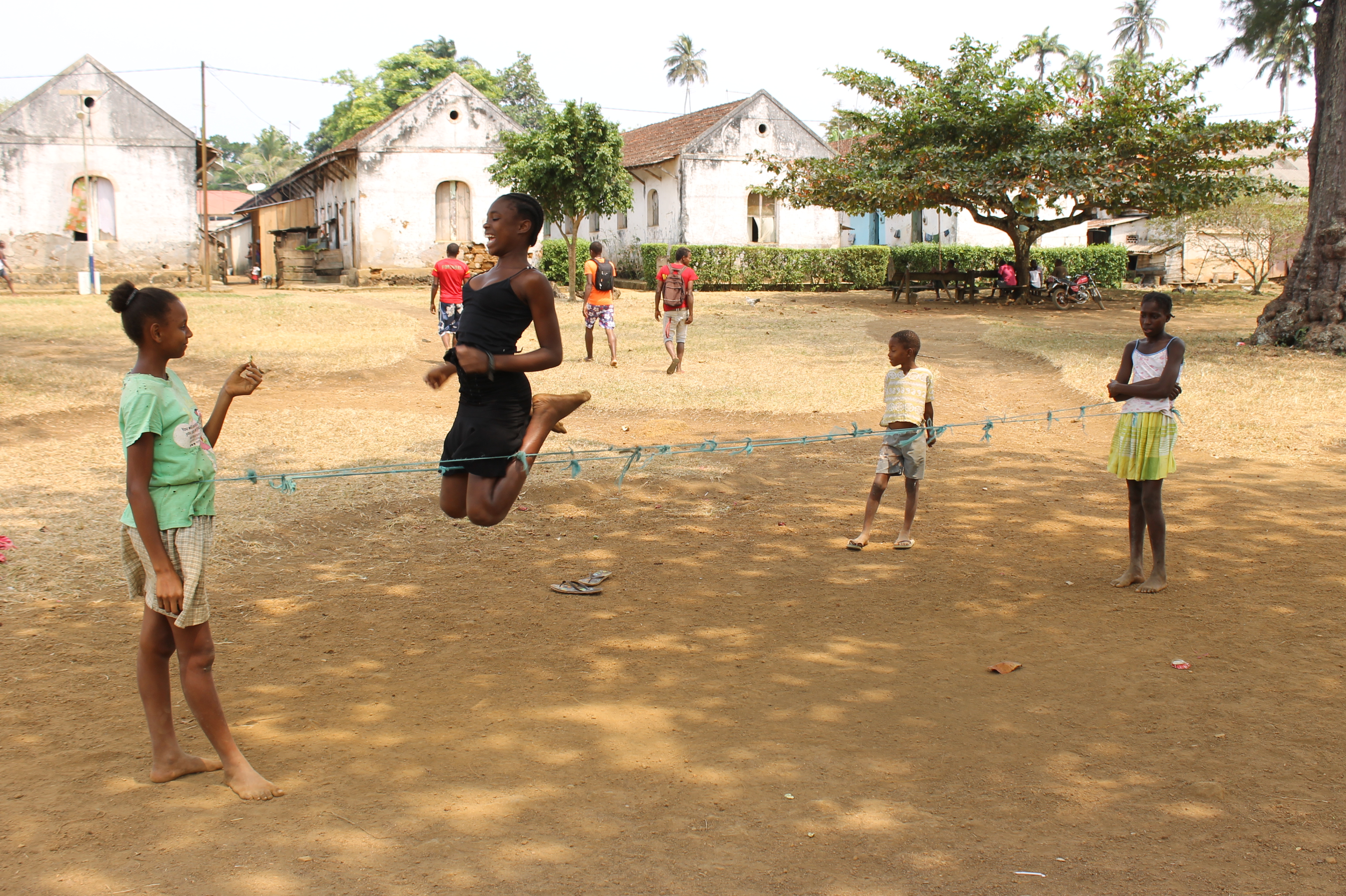
Дівчатка стрибають у гру резинка
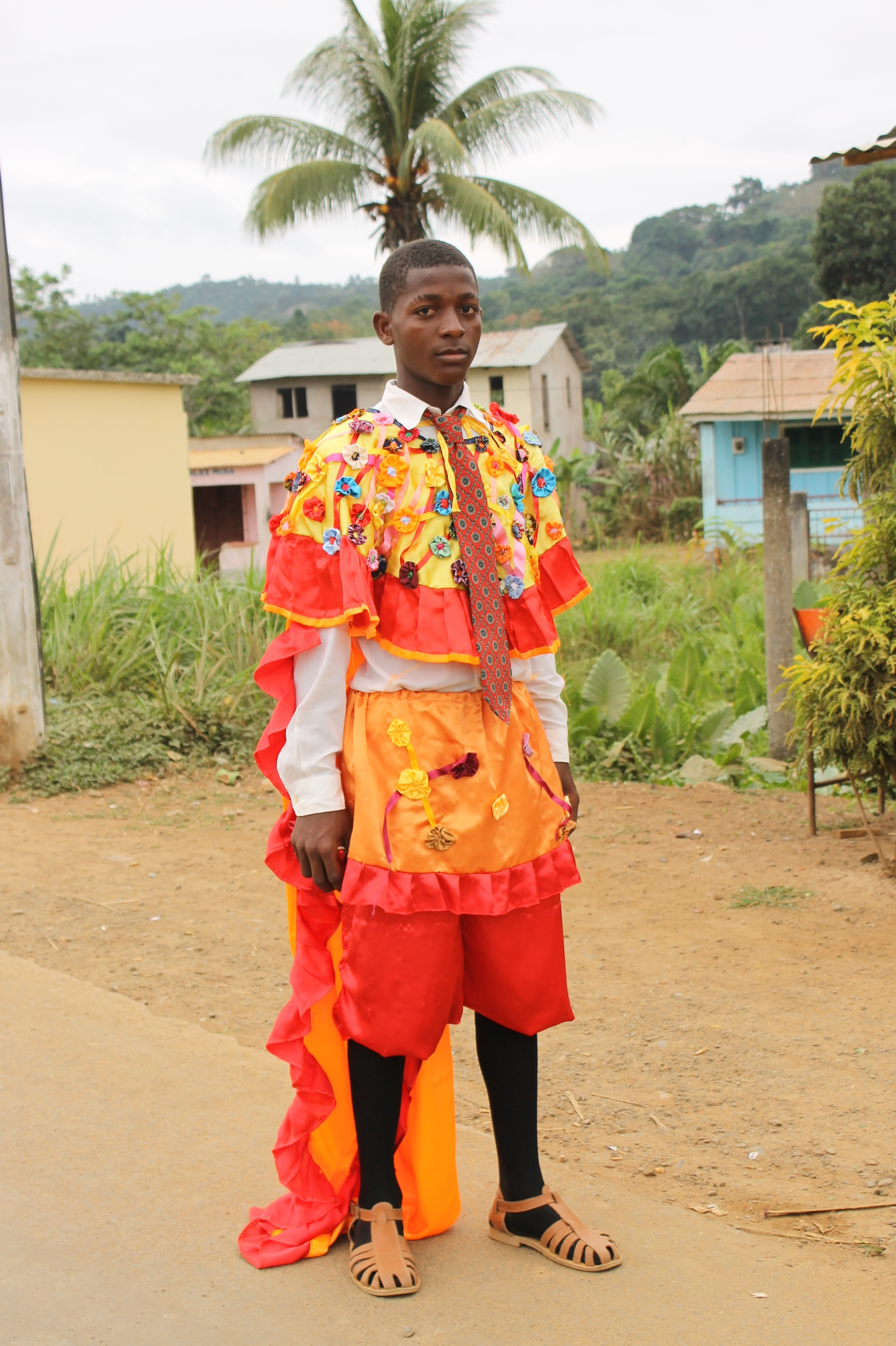
Чоловік
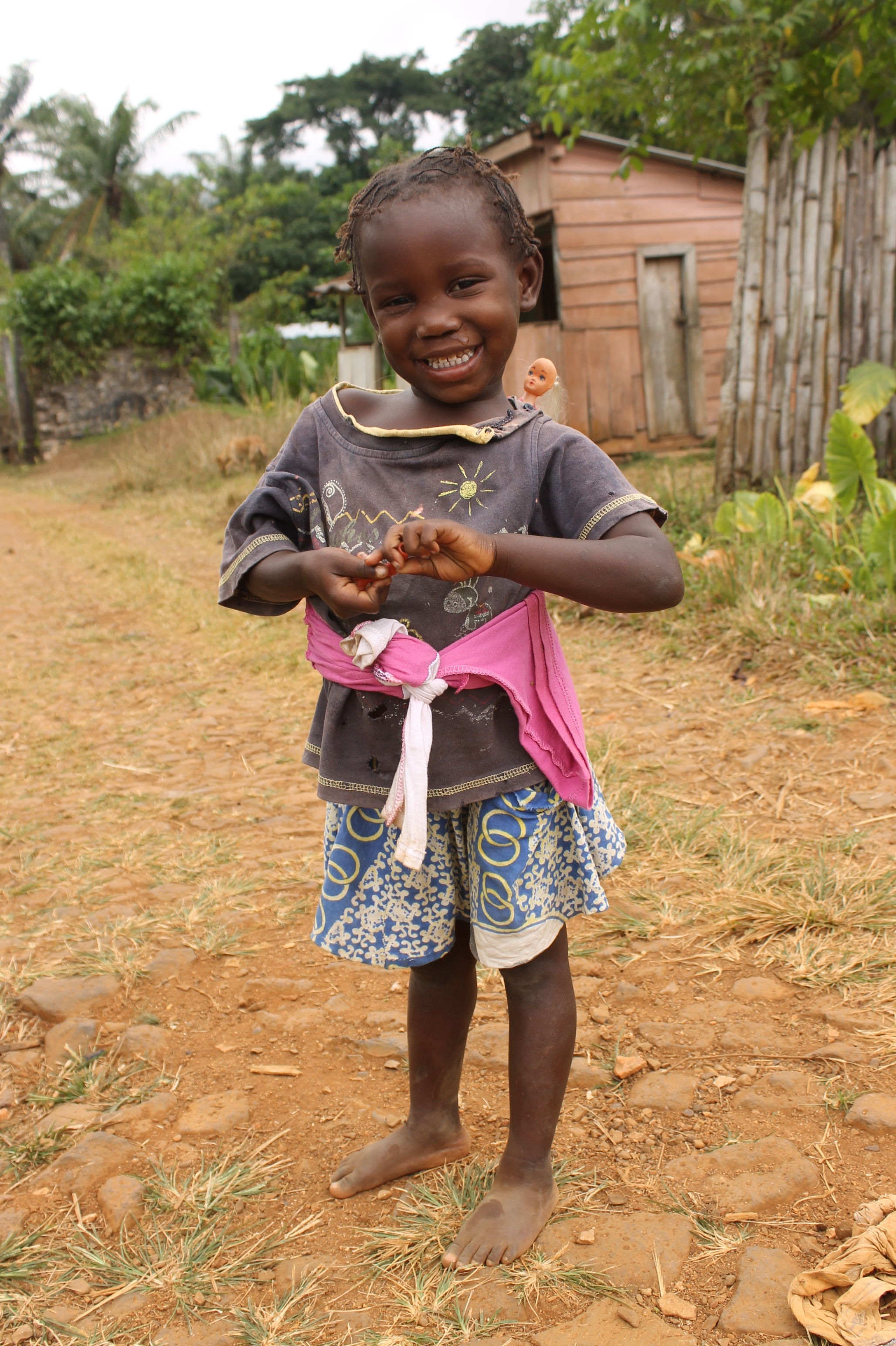
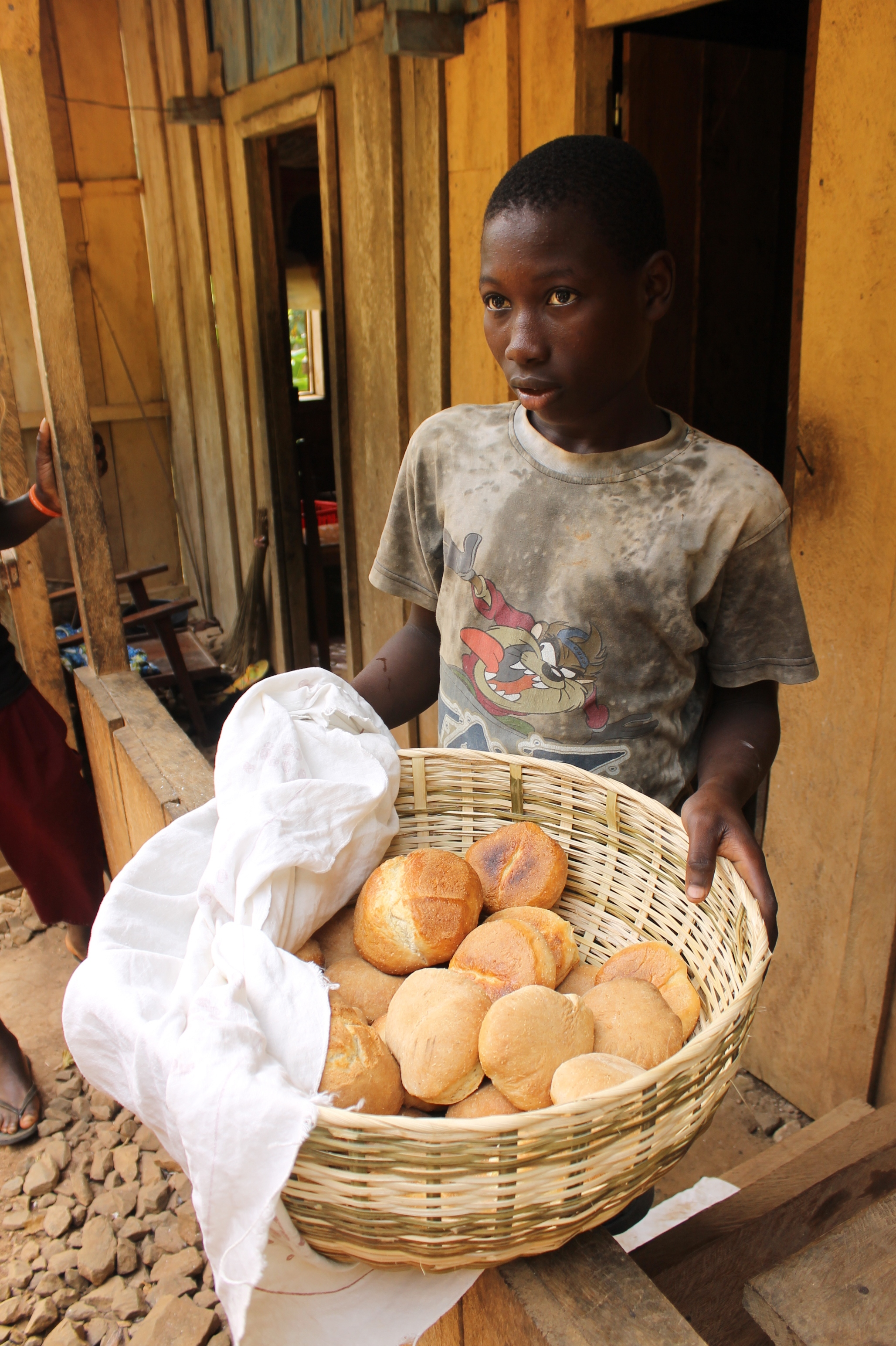
Продавець хліба
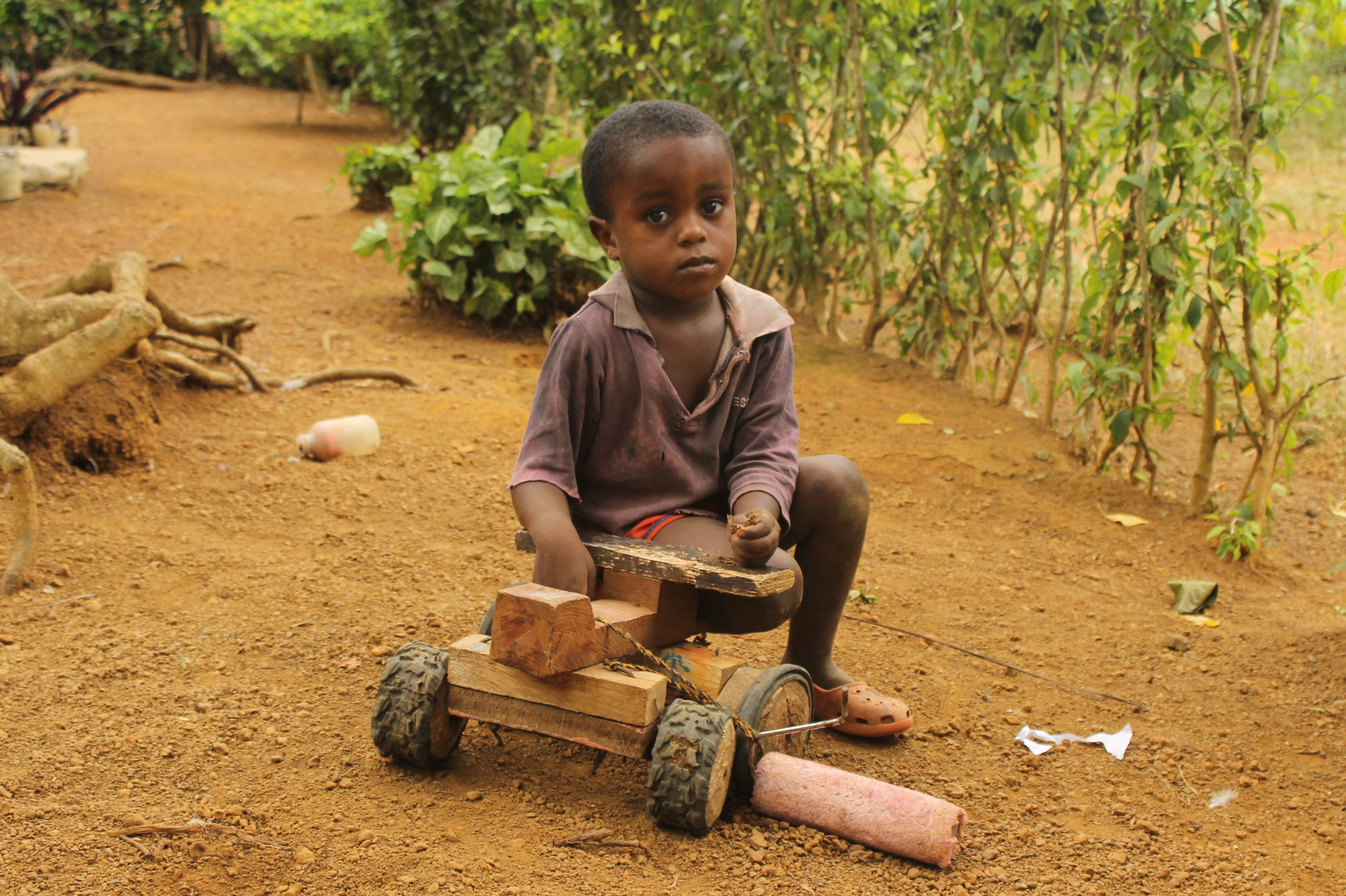
Хлопчик із дерев'яною іграшкою

Населення близько 6 тисяч осіб. Мова в основному португальська, також поширені місцеві діалекти з групи португальсько-креольських мов. Адміністративний центр провінції й округи — Санту-Антоніо (єдине місто на острові).

## Транспорт
Є аеропорт за 3 км на північ від Санту-Антоніо. Це єдиний аеропорт на Принсіпі, і один з трьох аеропортів, обслуговуючих Сан-Томе і Принсіпі. Авіарейси пов'язують острова з головним островом країни Сан-Томе.

## Спорт
На острові є кілька футбольних команд:
- Спортінг (Принсіпі);
- Прімейру ді Маю (Принсіпі);
- Дешпортіву (Операріу);
- Дешпортіву Санді;
- Порту Реал;
- УДАПБ.

## Галерея

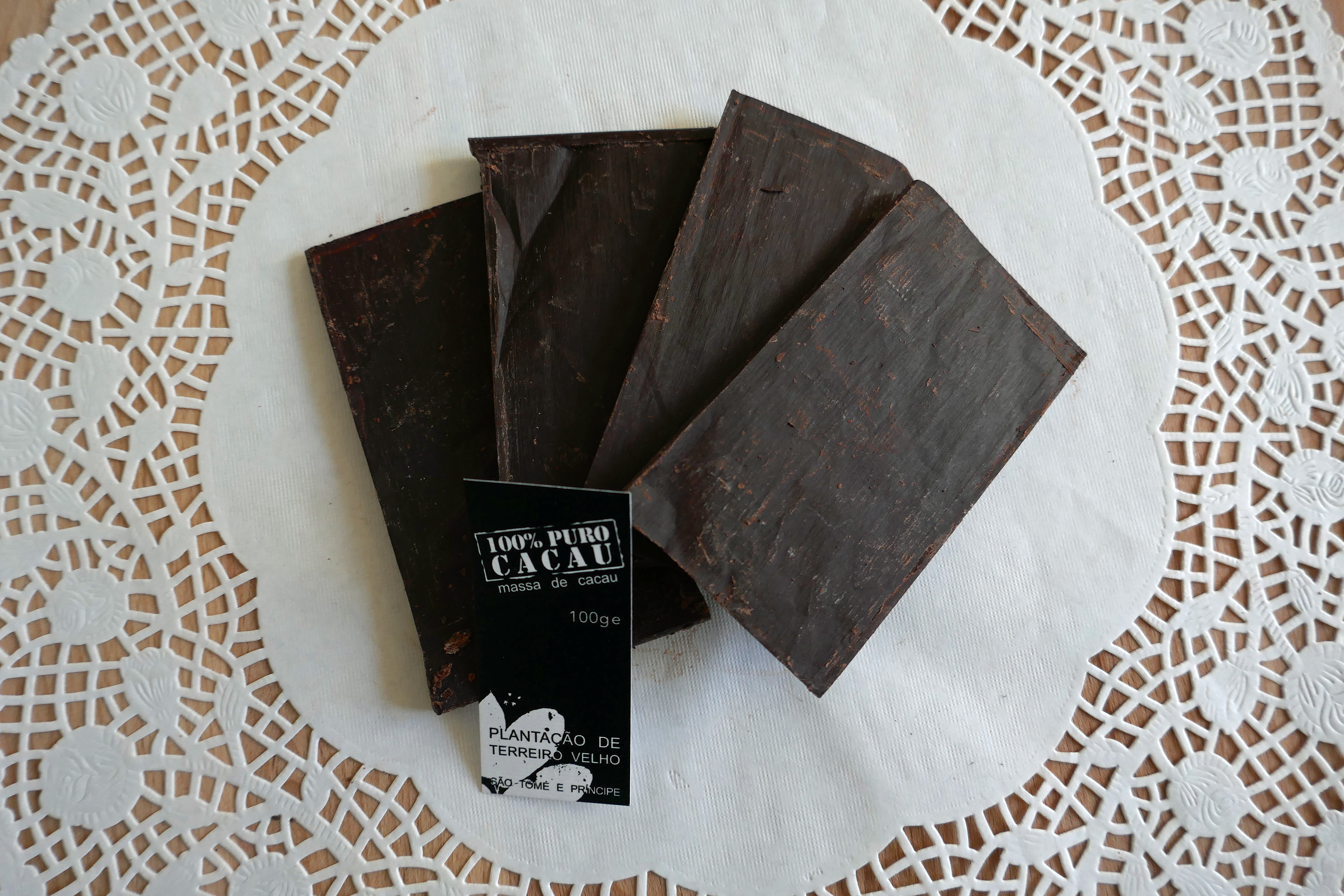
100%-ний шоколад